# Bistrica (gmina Naklo)
Bistrica – wieś w Słowenii, w gminie Naklo. W 2018 roku liczyła 70 mieszkańców.